# Melike Ipek Yalova
Melike Ipek Yalova (turc: Melike İpek Yalova)  (Istanbul, 29 d'abril de 1984) és una actriu turca. És filla de l'exministre d'estat Yüksel Yalova.
Després d'estudiar comunicació internacional a la Universitat de Bilkent, Yalova va estudiar política internacional i gestió de crisi a la Universitat Sapienza de Roma. Va debutar com a actriu l'any 2011, amb un paper recurrent al drama històric turc Muhteşem Yüzyıl, on va interpretar una princesa castellana anomenada Isabella. Entre 2012 i 2015, va tenir un paper protagonista a la sèrie dramàtica Karadayı. Després va tenir papers breus a les sèries Hayat Şarkısı, Çember i İnsanlık Suçu. L'any següent va ser elegida per un paper principal a la sèrie d'ATV Bir Zamanlar Çukurova.

## Filmografia
| Curs      | Títol                 | Rol              | Notes               | Xarxa     |
| --------- | --------------------- | ---------------- | ------------------- | --------- |
| 2011      | Muhteşem Yüzyıl       | Isabella Fortuna | sèries de televisió | Mostra TV |
| 2012–2015 | Karadayi              | Ayten            | sèries de televisió | ATV       |
| 2016      | Hayat Şarkısı         | Suzi             | sèries de televisió | Kanal D   |
| 2017      | Çember                | Leyla            | sèries de televisió | Star TV   |
| 2018      | Can Feda              | Doctor Seher     | Pel·lícula          | N/A       |
| 2018      | İnsanlık Suçu         | Cevher Akışık    | sèries de televisió | Kanal D   |
| 2019-2021 | Bir Zamanlar Çukurova | Müjgan Hekimoğlu | sèries de televisió | ATV       |
| 2021–     | Mahkum                | Büge Yesari      | sèries de televisió | Guineu    |